# Lijst van oorlogsmonumenten in Lelystad
De Nederlandse gemeente Lelystad heeft 1 oorlogsmonument. Hieronder een overzicht.
| Nr. | Object                                            | Herdachte groep        | Ontwerper     | Onthulling | Type            | Locatie             | Plaats   | Coördinaten                   | Foto              |
| --- | ------------------------------------------------- | ---------------------- | ------------- | ---------- | --------------- | ------------------- | -------- | ----------------------------- | ----------------- |
| 420 | Oorlogsmonument                                   | algemeen, allen        | Willem Bouter | 4 mei 1977 | beeld/sculptuur | Vlieterbrug         | Lelystad | 52° 31' 15" NB, 5° 29' 27" OL | Meer afbeeldingen |
|     | Herdenkingspaal 9 Crash Route Oostelijk Flevoland | geallieerde militairen |               |            | paal            | Natuurpark Lelystad | Lelystad |                               |                   |

Almere ·
Dronten ·
Lelystad ·
Noordoostpolder ·
Urk ·
Zeewolde